# Schloss Aufhausen

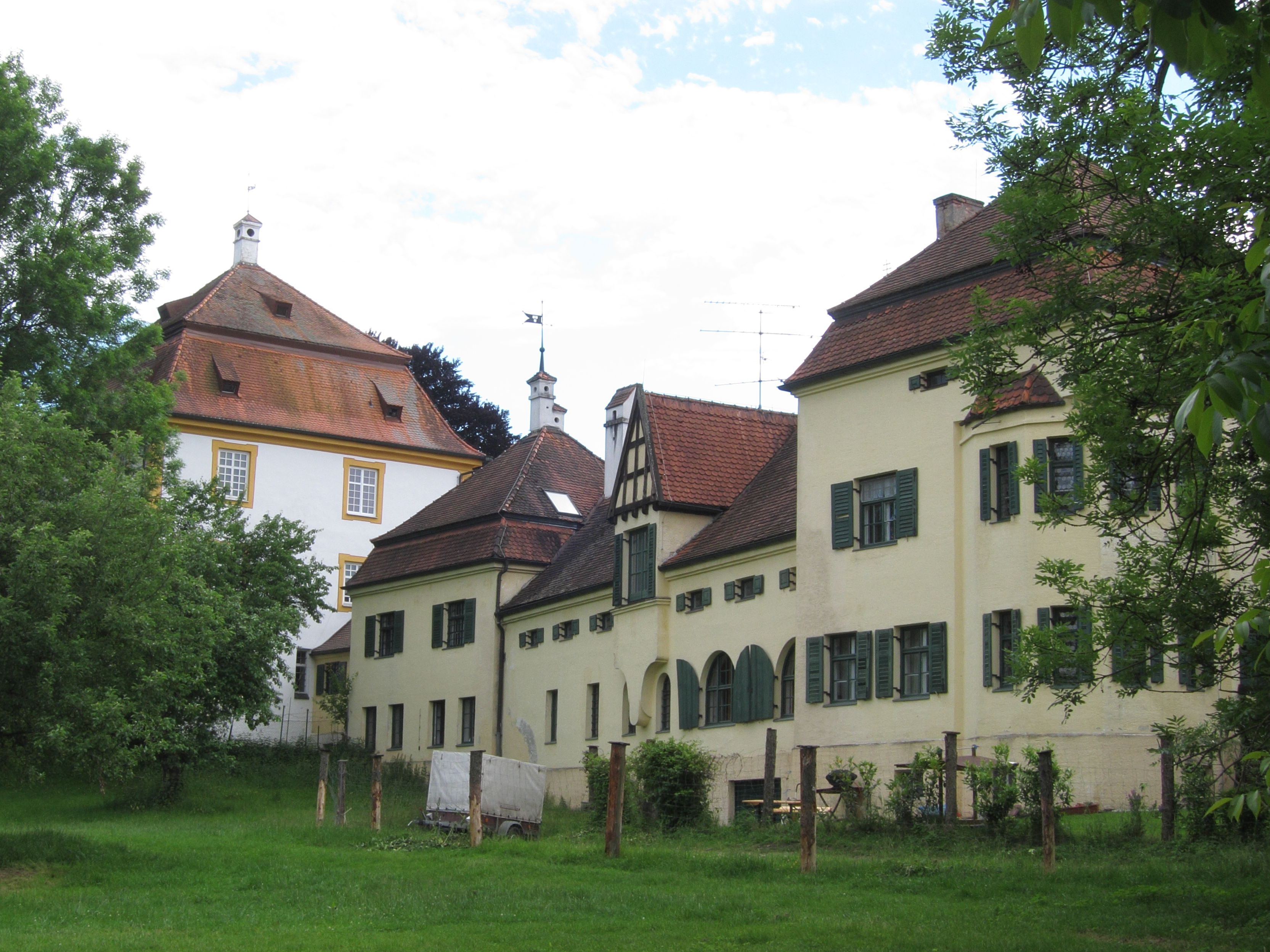
Schloss Aufhausen (links), Nebengebäude

Schloss Aufhausen ist ein Schlossbau in Aufhausen bei Erding.

## Geschichte
788 wurde „Ufhusa“ erstmals erwähnt: der Herrenhof wurde mit Erlaubnis des Herzogs Tassilo III. von Gotahelm an das Kloster Mondsee geschenkt.
1596 wurden die Grundzüge des heutigen Schlosses gebaut, um 1720 als dreigeschossiger kubischer Schlossbau mit Mansarddach erweitert und um die Schlosskapelle St. Magdalena ergänzt, wahrscheinlich von Hans Kogler. 1760 wurde die Kapelle von Johann Baptist Lethner überarbeitet.
Ab 1774 gehörte Schloss Aufhausen Graf Max von Preysing, der es 1817 an den später geadelten Rechtsanwalt Michael Nikolaus Ludwig von Auer (1777–1835), Vater der Politiker Adolf von Auer (1831–1916) und Julius von Auer (1832–1915) verkaufte. Bei ihrer Nobilitierung nahm die Familie, abgeleitet vom Schloss, 1832 den Adelstitel Auer von Aufhausen an. Der älteste Sohn und Landtagsabgeordnete Max von Auer (1821–1881) erbte das Anwesen 1835, beim Tod des Vaters. Seine Witwe veräußerte den Besitz 1883 an den Bankier Christoph Robert von Froelich. Er brachte 1883 sein Augsburger Bankhaus in die neue Bayerische Vereinsbank ein und wurde deren erster Vorstandsvorsitzender. Ende des 19. Jahrhunderts kamen Wirtschaftsgebäude als Vierseitanlage hinzu. Von 1897 ist eine historische Kegelbahn erhalten.
1983 erbte Friederun Freifrau von Hammerstein den Besitz und sanierte das Schloss und die Nebengebäude gemeinsam mit ihrem Ehemann Alexander. Einige Räume, die Schlosskapelle und die historische Kegelbahn können für Veranstaltungen gemietet werden.